# Jeroen Rauwerdink
Jeroen Rauwerdink est un joueur de volley-ball néerlandais né le 13 septembre 1985 à Zeist (province d'Utrecht). Il mesure 2,00 m et joue réceptionneur-attaquant. Il totalise 302 sélections en équipe des Pays-Bas.

## Clubs
| Club                  | De        | À         |
| --------------------- | --------- | --------- |
| Dynamo Apeldoorn      | 2001-2002 | 2008-2009 |
| Gabeca Pallavolo Spa  | 2009-2010 | 2011-2012 |
| Umbria Volley         | 2011-2012 | 2011-2012 |
| Top Volley Latina     | 2012-2013 | 2012-2013 |
| Piemonte Volley       | 2013-2014 | 2013-2014 |
| Top Volley Latina     | 2014-2015 | 2014-2015 |
| Ziraat Bankası Ankara | 2015-2016 | 2016-2017 |
| Olympiakós Le Pirée   | 2017-2018 | 2018-2019 |
| Dynamo Apeldoorn      | 2019-2020 | 2021-2022 |

## Palmarès
- Ligue européenne (1)
  - Vainqueur : 2006, 2012
  - Finaliste : 2008
- Top Teams Cup (1)
  - Vainqueur : 2003
- Championnat des Pays-Bas (3)
  - Vainqueur : 2003, 2007, 2008
- Coupe des Pays-Bas (2)
  - Vainqueur : 2002, 2008
- Supercoupe des Pays-Bas (1)
  - Vainqueur : 2007